# Prise d'otages de la Bibliothèque publique de Salt Lake City
 (juin 2017).
Si vous disposez d'ouvrages ou d'articles de référence ou si vous connaissez des sites web de qualité traitant du thème abordé ici, merci de compléter l'article en donnant les références utiles à sa vérifiabilité et en les liant à la section « Notes et références ».
L'incident de la prise d'otages de la Bibliothèque publique de Salt Lake City aux États-Unis est survenu le 5 mars 1994, lorsque Clifford Lynn Draper séquestre plusieurs otages au deuxième étage dans l'ancienne aile principale de la Bibliothèque publique, qui abrite aujourd'hui le Centre Leonardo (The Leonardo).

## Explications
Au cours d'une démonstration de peinture sur sable tibétaine, Draper saute sur le bureau de service dans la section Fiction brandissant un pistolet M1911 et prétendant avoir une bombe. Il ordonne aux personnes dans sa proximité d'entrer dans une salle de conférence, qui est déjà occupée par un  groupe de toastmasters : la bibliothécaire Gwen Page, six civils, et le County Shérif, le lieutenant Lloyd Prescott, qui a proposé de changer de place avec la dernière personne qui est entrée dans la salle de conférence. Le lieutenant Prescott est en civil à l'époque et a son pistolet caché sur sa personne. Une fois Draper et les autres entrés dans la pièce, Page, sur ordre de Draper, commence à compter les otages, et à les placer face au mur, tandis que Draper présente des demandes et décrit ses plans. Un maître de cérémonie réussit à glisser discrètement plusieurs otages à travers une deuxième porte dans la salle de conférence, incitant plusieurs otages à courir vers la sortie. Page et les autres ont choisi de rester dans la salle pendant que Draper menace, mais il ne tire pas.

### La réponse du personnel
Le personnel de la bibliothèque a agi rapidement en appelant le 911 et procédant à l'évacuation de l'immeuble de cinq étages en moins de cinq minutes, en utilisant l'alarme incendie. Plusieurs membres du personnel sont restés sur place afin de fournir aux policiers les plans des étages, du téléphone, de la sécurité et des lignes électriques selon les souhaits des équipes SWAT. Une bibliothécaire, Jenny Wright, cache un groupe de huit enfants et leurs parents de la Section Enfants (situé sur le deuxième étage, près de Draper) dans une autre salle de conférence. Draper était satisfait avec le nombre d'otages et avait fermé la porte et fait baisser les stores des murs de verre de la salle. Une autre bibliothécaire arrive et dirige le groupe vers une sortie.

### La bombe
Draper place ce qu'il affirmait être une bombe sur la table au centre de la salle de conférence. Elle était équipée d'un dead man's switch qui aurait fait exploser la bombe si Draper avait levé sa main du bouton. Pour cette raison, le lieutenant Prescott hésite à utiliser la force, et l'incident dura plus de six heures, au cours desquelles Draper présente des demandes de lingots d'argent, d'or et de platine, l'arrière-payement de son service militaire, et une grâce présidentielle du président Bill Clinton.
À un moment donné, Draper annonce que tout le monde doit tirer à la courte-paille pour déterminer l'ordre dans lequel ils seront abattus un à un jusqu'à ce que ses demandes soient satisfaites. Le lieutenant Prescott décide de tenter sa chance, considérant que l'épaisseur de la table en chêne serait en mesure à protéger les otages, s'ils avaient le temps de se cacher sous elle. Le lieutenant Prescott retire son pistolet et, tout en criant aux autres otages de se jeter à terre, tire à cinq reprises, en même temps que les SWAT pénètrent en brisant les murs de verre de la salle de conférence. Draper est touché par cinq balles et tombe sur le sol, blessé à mort. Malgré l'interrupteur, la bombe n'a pas explosé. Draper a été transporté d'urgence à un  LDS Hospital où il est déclaré mort à son arrivée.
On[Qui ?] a constaté plus tard[Quand ?] que la bombe aurait été particulièrement mortelle si elle avait été déclenchée. 
Aucun des éclats d'obus n'a pénétré la table, confirmant ainsi la justesse de l'appréciation faite par le lieutenant Prescott.